# Tufton Beamish, Baron Chelwood
Tufton Victor Hamilton Beamish, Baron Chelwood MC (* 27. Januar 1917; † 6. April 1989) war ein britischer Offizier und Politiker der Conservative Party. 

## Militärische Laufbahn
Der Vater von Tufton Beamish war Admiral Tufton Percy Hamilton Beamish (1874–1951), der von 1924 bis 1932 und von 1936 bis 1945 für Lewes im britischen Parlament saß. Der Sohn erhielt seine Ausbildung am Internat Stowe School und der Royal Military Academy Sandhurst. 1937 wurde er als Unterleutnant bei den Royal Northumberland Fusiliers in Dienst gestellt. Im Jahr darauf diente er in Kairo und Palästina, wodurch er ein lebenslanges Interesse an den Arabern dieser Region entwickelte. Nach dem Ausbruch des Zweiten Weltkriegs wurde er als Kompanieführer der British Expeditionary Force nach Frankreich versetzt. Beim Rückzug nach Dünkirchen wurde er verletzt.
1941 wurde Beamish in den Fernen Osten versetzt und war in Singapur tätig, als es von der Kaiserlich Japanischen Armee erfolgreich angegriffen wurde. Einer Gefangennahme konnte er durch eine Flucht mit einem Ruderboot gemeinsam mit sieben anderen Kameraden entgehen. Die Männer ruderten nach Sumatra, aber als sie dort ankamen, war die Insel inzwischen auch von den Japanern erobert worden, und sie fuhren weiter nach Ceylon, wo sie sicher eintrafen. Anschließend arbeitete Beamisch als Nachrichtenoffizier in Indien, bevor er 1943 zur 8. Armee nach Nordafrika versetzt wurde und an der Invasion Italiens teilnahm. 1945 schied er im Range eines Captain aus der Armee aus.

## Politische Aktivitäten
1945 zog sich der Vater von Tufton Beamish aus der Politik zurück, und der Sohn sollte den Sitz für Lewes im House of Commons übernehmen. 1945 wurde er in das Unterhaus gewählt, wo er bis 1974 verblieb. Von 1947 bis 1953 war Beamish im Vorstand des 1922 Committee, eines Zusammenschlusses von konservativen Hinterbänklern, und von 1965 bis 1967 Sprecher des Opposition in Fragen der Verteidigung. Er strebte kein ministeriales Amt an und wies ein derartiges Angebot auch ab. Beamish war ein Anhänger der europäischen Idee und deren Förderung durch eine starke Europäische Wirtschaftsgemeinschaft. So gehörte er von 1971 bis 1976 dem Aktionskomitee für die Vereinigten Staaten von Europa an. Er war ein strenger Kritiker der sowjetischen Dominanz in Osteuropa, wie er selbst in seinem Buch Must Night Fall? aus dem Jahre 1950 darstellte.
1970 veröffentlichte Beamish das Buch Half Marx, in dem er vor dem Aufstieg der extremen Linken in der Labour Party warnte. Zudem publizierte er ein viel beachtetes Buch über die Schlacht von Lewes im Jahre 1264 zwischen König Heinrich III. und Simon de Montfort. Sein Hauptinteresse galt aber dem Naturschutz. Er war aktives Mitglied der Royal Society for the Protection of Birds und ab 1978 Mitglied des Nature Conservancy Council. Er engagierte sich für eine Gesetzesvorlage zum Schutz von Vögeln, die 1954 angenommen und 1964 und 1967 erweitert wurde. Als Mitglied des House of Lords kämpfte er für den Wildlife and Countryside Act 1981.
Tufton Beamish war zweimal verheiratet und hatte zwei Töchter aus erster Ehe. Seine Tochter Claudia Beamish sitzt seit 2007 für die schottische Labour Party im schottischen Parlament. Sein Onkel Henry Hamilton Beamish war Gründer der faschistoiden Bewegung The Britons und wurde als Hauptpropagator des Madagaskarplans bekannt.
Beamish war Vorbild für den Charakter Sir Bufton Tufton im britischen Satire-Magazin Private Eye.

## Ehrungen
1974 wurde Tufton Beamish zum Life Peer erhoben mit dem Titel Baron Chelwood, of Lewes in the County of East Sussex.
- Knight Bachelor (1961)[1]
- Military Cross (1940)
- Mentioned in Despatches (19. Juli 1945)
- Verdienstkreuz der Republik Polen (1944)
- Orden Polonia Restituta
- Phönix-Orden (Griechenland, 1949)
- Zedern-Orden (Libanon, 1969)
- Honorary Freeman (Lewes, 1970)

## Trivia
2012 wurde die 90-jährige Witwe von Lord Chelwood, Lady Pia Chelwood, von ihrem langjährigen Gärtner auf 25.000 Pfund Schmerzensgeld verklagt, da er durch die Arbeit mit Rasenmäher, elektrischer Säge und anderen lauten Geräten zwischen 1981 und 2000 auf ihrem damaligen Landsitz Chelworth House taub geworden sei. Die Klage wurde abgewiesen.

## Publikationen
- Must night fall? A study of Marxism in Poland, Hungary, Rumania and Bulgaria. 1950
- The Political Notions of the Member for Lewes. 1952
- Battle royal : a new account of Simon de Montfort's struggle against King Henry III. 1965
- Half Marx. 1970
- Mit Norman St. John-Stevas:  Sovereignty: substance or shadow. 1971
- Lord Chelwood of Lewes: „Modest Détente but Limited Wars“. In: Conspectus of History 1.2 (1975): S 1-12.
- Mit Guy Hadley: The Kremlin's dilemma : the struggle for human rights in Eastern Europe. 1976